# Wim Verhoeven (korfballer)
Wim Verhoeven (13 januari 1967) is een Belgisch voormalig korfballer.

## Levensloop
Verhoeven debuteerde als 16-jarige in het eerste team van Scaldis. Met deze ploeg won hij in het eerste jaar van de tweevakken-competitie (1991) de veldtitel. Medio jaren '90 sloot Verhoeven zich aan bij Mercurius om vanaf 1997 weer terug te keren bij Scaldis. Hier speelde hij tot en met 2004. 
Tevens maakte hij deel uit van het Belgisch nationaal team. Met de Belgian Diamonds behaalde Verhoeven onder meer zilver op de Wereldspelen van 1989 en goud op het wereldkampioenschap van 1991.
In 1990, 1998 en 2003 werd hij verkozen tot Belgisch korfballer van het jaar. Na zijn spelerscarrière ging hij aan de slag als coach bij Minerva. Zijn dochter Zahra is eveneens actief in het korfbal.

## Palmares
- Beste Korfballer van het Jaar, 3x (1990, 1998, 2003)
- Belgisch kampioen veldkorfbal, 1x (1991)